# Pitch Black Progress
Pitch Black Progress är det svenska melodisk death metal-bandet Scar Symmetrys andra studioalbum, utgivet i april 2006 på Nuclear Blast Records och i Japan på Avalon Music.
En musikvideo spelades in till "The Illusionist". En singel med samma namn släpptes i juli 2006.

## Låtlista
1. "The Illusionist" – 4:31
2. "Slaves to the Subliminal" – 5:04
3. "Mind Machine" – 3:54
4. "Pitch Black Progress" – 3:26
5. "Calculate the Apocalypse" – 4:01
6. "Dreaming 24/7" – 4:11
7. "Abstracted" – 3:25
8. "The Kaleidoscopic God" – 7:09
9. "Retaliator" – 4:13
10. "Oscillation Point" – 4:04
11. "The Path of Least Resistance" – 4:29
12. "Carved in Stone" * – 5:29
13. "Deviate from the Form" * – 5:27

* bonusspår

## Medverkande
Musiker
- Christian Älvestam – sång
- Per Nilsson – gitarr, keyboard
- Jonas Kjellgren – gitarr, keyboard
- Kenneth Seil – basgitarr
- Henrik Ohlsson – trummor

Produktion
- Jonas Kjellgren – producent, inspelningstekniker, mixning, mastering
- Anthony Clarkson – albumkonst
- Pär Johansson – logotyp
- Tobias Pfletschinger – layout